# Westküstenklinikum

Ehemaliges Logo

Das Westküstenklinikum ist ein Krankenhaus in öffentlicher Trägerschaft mit zwei Standorten in Heide und Brunsbüttel. Das Krankenhaus ist ein Akademisches Lehrkrankenhaus der Christian-Albrechts-Universität zu Kiel, der Universität zu Lübeck und der Universität Hamburg und gehört zum 6K Verbund der schleswig-holsteinischen Krankenhäuser.

## Struktur
Das Westküstenklinikum ist mit zusammen 792 Planbetten im Krankenhausplan 2017 des Landes Schleswig-Holstein aufgenommen.
Am Standort Heide (Lage) befindet sich eine Rettungswache, an der ein Krankentransportwagen (KTW) und ein Notarzteinsatzfahrzeug (NEF) stationiert ist. Die Wache hat die Funkrufkennziffer 11 und gehört zur RKiSH. In Brunsbüttel (Lage) befindet sich eine Notarztwache mit einem NEF. Die Rettungswache mit dem RTW befindet sich im Ortsteil Westerbüttel. Beide Wachen haben die Funkrufkennziffer 13 und gehören ebenfalls zur RKiSH.
Das WKK Vitalis - Therapiezentrum der Westküstenkliniken Brunsbüttel und Heide hat über 80 Therapeuten aus den Bereichen Ergotherapie, Logopädie, Musiktherapie, Osteopathie, Physiotherapie und Physikalische Therapie am Standort Heide, sowie aus dem Bereich Ergotherapie am Standort Brunsbüttel im Einsatz. Diese haben in der stationären, teilstationären und ambulanten Versorgung ihr Wirkungsfeld. Im WKK Vitalis – Therapiezentrum befinden sich u. a. ein großer Fitness-Bereich für eine medizinische Trainingstherapie und ein Bewegungsbad für Patienten und Kunden.
Darüber hinaus befindet sich im Westküstenklinikum die Notfall-Anlaufpraxis der niedergelassenen Ärzte in Dithmarschen (Bezirk Nord).
Beginnend mit April 2021 wurde im 6. Stock ein Ärztezentrum eingerichtet, in dem bisher im Stadtgebiet niedergelassene Ärzte praktizieren.

## Fachgebiete
Standort Heide
- Ambulantes Operationszentrum
- Anästhesie und Operative Intensivmedizin
- Belegabteilung Hals-, Nasen-, Ohren-Heilkunde
- Belegabteilung Urologie
- Frauenklinik (Gynäkologie und Geburtshilfe)
- Frührehabilitation und Geriatrie
- Innere Medizin
- Institut für diagnostische und interventionelle Radiologie / Neuroradiologie
- Kinder- und Jugendmedizin
- Multimodale Schmerztherapie
- Neurochirurgie
- Neurologie
- Nuklearmedizin
- Psychiatrie, Psychotherapie und Psychosomatik
- Strahlentherapie
- Unfall- und Orthopädie
- Viszeral- und Gefäßchirurgie
- „Watt’n Huus“ Tagesklinik für Psychiatrie, Psychotherapie und Psychosomatik des Kindes- und Jugendalters

Standort Brunsbüttel
- Anästhesie und Intensivmedizin
- Belegabteilung Urologie
- Chirurgie
- Geriatrie
- Innere Medizin
- Tagesklinik für Psychiatrie, Psychotherapie und Psychosomatik

## Ausbildung
In Heide befindet sich das Bildungszentrum für Berufe im Gesundheitswesen mit der staatlich anerkannten Schule für Pflegeberufe, an der Gesundheits- und Krankenpfleger ausgebildet werden und die Dr.-Gillmeister-Schule (staatlich anerkannte Schule für technische Assistenten in der Medizin), an welcher Radiologieassistenten (MTA-R) ausgebildet werden. Außerdem werden hier Operationstechnische Assistenten (OTA) ausgebildet. Neben der Ausbildung kann auch die Fachhochschulreife erworben werden.
Außerdem befindet sich am Bildungszentrum die staatlich anerkannte Schule für Altenpflege des DRK-Landesverbandes Kiel, an der die Ausbildung zum Altenpfleger bzw. Altenpflegehelfer absolviert werden kann.
Seit 2009 ist die Rettungsdienst-Akademie der Rettungsdienst-Kooperation in Schleswig-Holstein gGmbH an das Bildungszentrum angeschlossen, in der Notfallsanitäter und Rettungssanitäter ausgebildet werden.
Seit 2021 werden in Kooperation mit der Schule für Physiotherapie am Klinikum Itzehoe im Westküstenklinikum Heide angehende Physiotherapeuten ausgebildet.
Wie viele Kliniken im ländlichen Raum leidet auch das WKK unter einem Mangel an Fachpersonal. Seit 2017 bietet das WKK daher zur Rekrutierung ärztlichen Nachwuchses ein Stipendienprogramm an. In diesem Rahmen erhalten die Stipendiaten eine monatliche Förderung von 300 Euro über maximal 6 Jahre. Im Gegenzug verpflichten sich die Stipendiaten 3 Jahre am WKK zu arbeiten, sonst muss das erhaltene Geld verzinst zurückgezahlt werden. Außerdem werden die Führungskräfte in speziellen Workshops u. a. zu den Themen gesunde Mitarbeiterführung und professionelle interprofessionelle Kommunikation geschult.

## Bilder

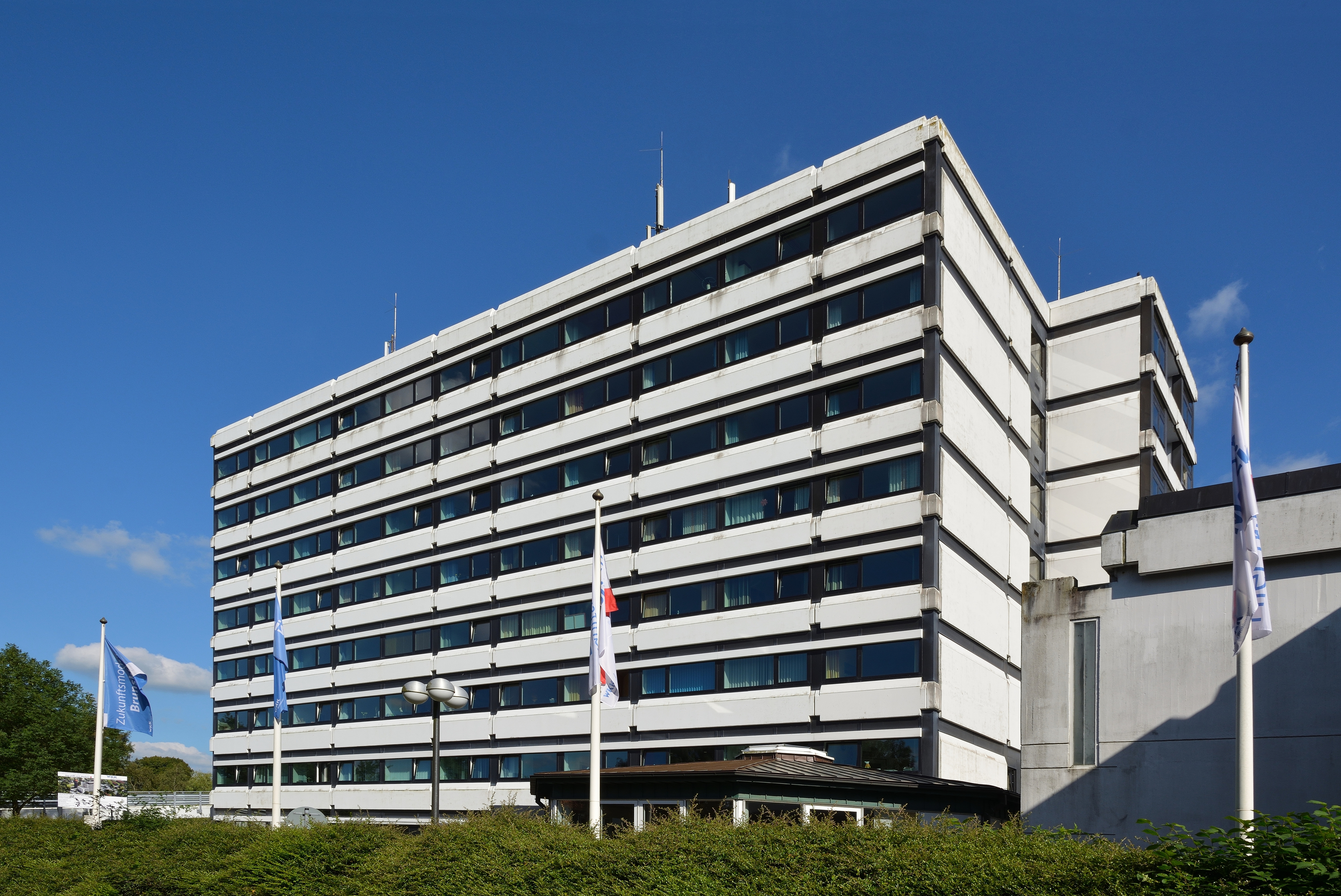
Brunsbüttel
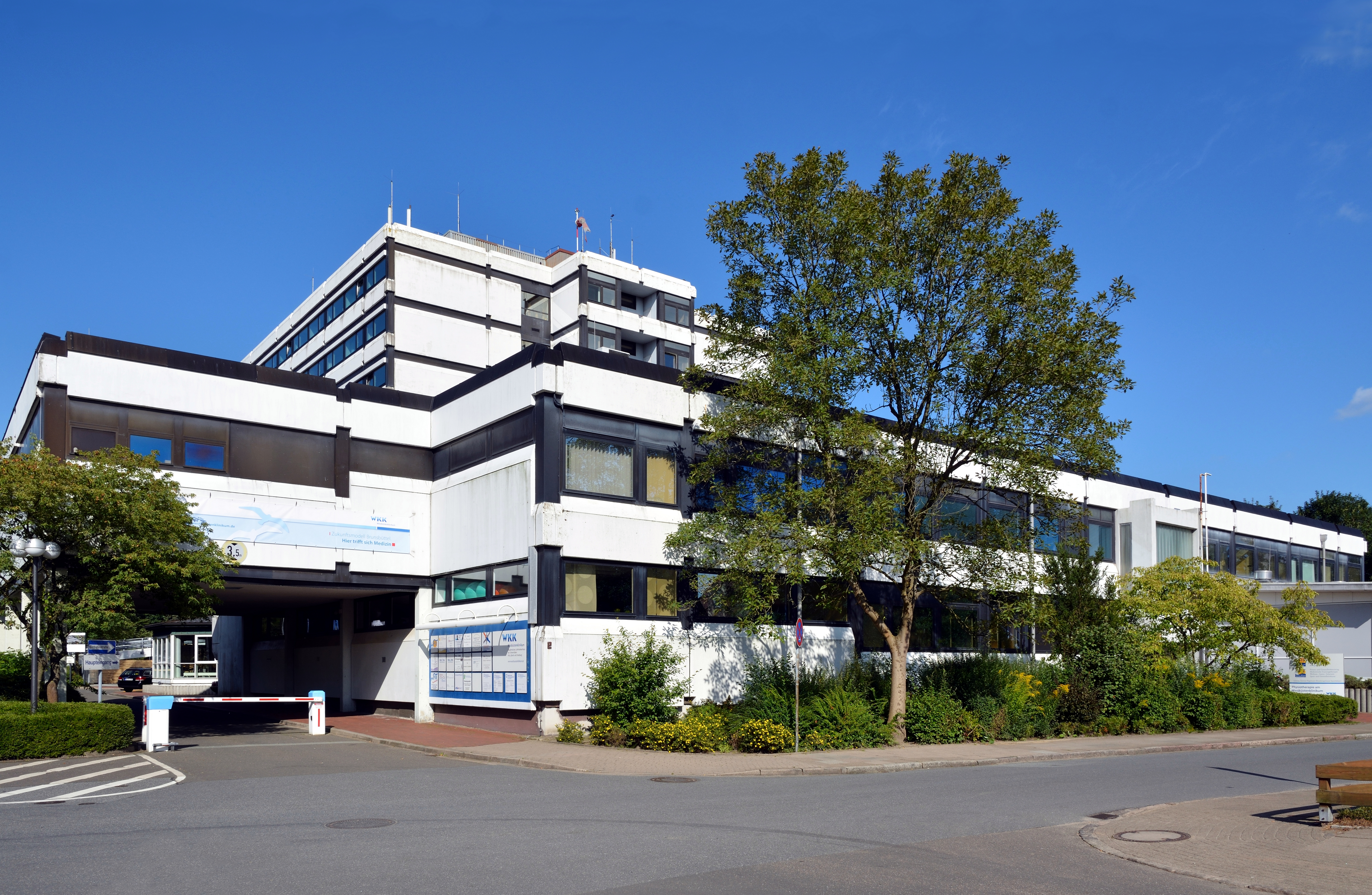
Brunsbüttel